# Краљевска морнарица Југославије
Краљевска морнарица Југославије (КМЈ) је била поморска оружана сила Југословенске војске у време Краљевине Југославије. У склопу морнарице деловала је и речна флотила са седиштем у Новом Саду и морнаричко ваздухопловство. Настала је након проглашења Краљевине Срба, Хрвата и Словенаца 1. децембра 1918, а престала је да постоји након Априлског рата 1941. године, када је капитулирала без борбе.
Знак за подморничаре је уведен крајем 1937.

## Разарачи
Разарач Дубровник је био први модеран разарач који је изграђен за потребе југословенске ратне морнарице, саграђен у шкотском бродоградилишту.
После великог разарача Дубровник, министарство војске и морнарице Краљевине Југославије одлучило се за набавку више мањих разарача, Разарачи класе Београд чија би изградња била могућа и у домаћим бродоградилиштима, први је саграђен у Француској a друга два у Југославији.